# Anergia
En inmunología, anergia es un estado de los linfocitos en el cual estos, pese a estar presentes, no son activos. Esta situación suele deberse a falta de alguno de los factores de activación esenciales y parece ser un mecanismo de regulación básico en la biología del sistema inmune: por ejemplo, en cuanto a la tolerancia frente a los antígenos propios.

## Anergía clonal
Es la incapacidad de producir una respuesta frente a antígenos específicos debido a la neutralización de las células efectoras.

## Anergia en Sida
En el caso del sida, la anergia puede producirse debido a la infección mediante el VIH (virus inmunodeficiencia humana), puesto que la interacción entre la glicoproteína gp120 del virión con el receptor CD4 puede interferir en la transducción de señal y, por tanto, provocar el estado de latencia en el linfocito. Algunas bacterias, como Mycobacterium leprae, evaden la respuesta del sistema inmune induciendo este fenómeno.

## Anergia en leucemia linfática crónica
En las leucemias y en concreto en la leucemia linfática crónica la anergia es consustancial a la enfermedad ya que los linfocitos se multiplican pero pierden su capacidad autoinmune. Algunos inhibidores de la kinasa como GS-1101 e ibrutinib muestran respuestas positivas en la apoptosis de las células tumorales.